# 哈加拿
哈加拿，字面直譯「防衛」，又译“哈加纳”，是英属巴勒斯坦托管地时期的一个依舒夫准军事组织，起源于动荡的奥斯曼帝国分裂时期，在20世纪初的巴以冲突中逐渐发展，后来成为今日以色列国防军的核心。下属精锐武装组织帕拉玛赫，亦包括飛行部門之航空勤務隊，日後成為以色列空軍的前身。

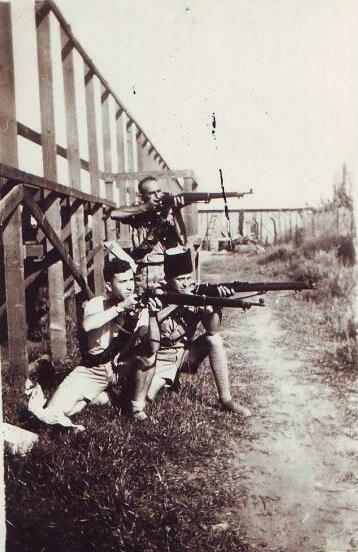
哈加拿的战士，1936年

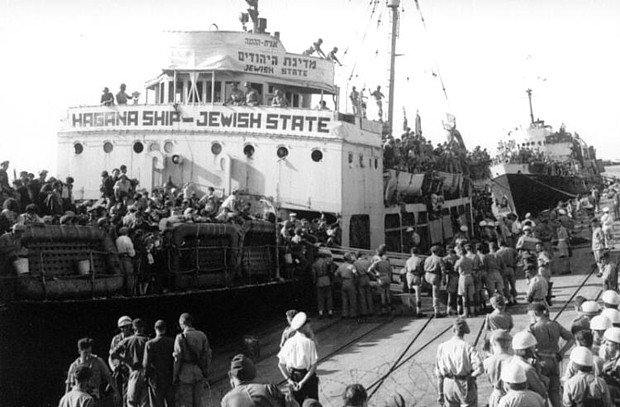
海法港哈加拿的船舶“犹太国家”号，1947年